# 신라호
신라호(新羅號)는 대구선과 동해남부선에서 운행하던 열차의 이름이다. 경주 일원을 지나간다는 데에서 이름이 유래하였다.

## 역사
- 일자 불명 : 서울-울산 간 운행 개시
- 1970년 12월 1일 : 동대구-울산 간으로 단축 (소요시간 2시간 15분)[1]
- 1974년 이전 : 폐지